# Franzosenberg (Darmstadt)
Der Franzosenberg ist ein Berg im nordwestlichen Odenwald, östlich von Darmstadt.

## Beschreibung
Der ca. 190 m hohe Berg in der Waldgemarkung Darmstadt ist stark bewaldet.
Der Franzosenberg gehört zum Naturschutzgebiet Darmbachaue.
Nördlich des Bergs befindet sich der Wüsterberg und der „Albertsbrunnen“.
Südlich des Franzosenbergs befinden sich Fischteiche.

## Toponyme
1. undatiert: Der Franzosenberg
2. heute: Franzosenberg

## Etymologie
Mittelhochdeutsch franzois mit der Bedeutung Franzose.
Wahrscheinlich bezieht sich der Name auf kriegerische Auseinandersetzungen des 17. und 18. Jahrhunderts.